# ブルーノ・マデルナ
ブルーノ・マデルナ（Bruno Maderna、1920年4月21日 - 1973年11月13日）は、イタリアの現代音楽の作曲家、指揮者。

## 略歴
ヴェネチアに生まれる。最初ローマのサンタ・チェチーリア音楽院でピアノ、ヴァイオリン、指揮、作曲を学んだ後、故郷の音楽院でジャン・フランチェスコ・マリピエロに作曲をヘルマン・シェルヘンに指揮を師事。指揮は1955年にルチアーノ・ベリオとともに、イタリア国営放送に音響学スタジオを設置したときに、指揮者としても活躍し、オペラや伝統的な管弦楽曲を指揮し、一部は放送録音も残した。当時はまだ古楽演奏に対する認識も薄く、「モダン楽器のために」バッハ以前の作曲家の編作を残していることでも知られる。教育者としての弟子はルイジ・ノーノがいる。ダルムシュタットにて没。

## 作風

### 第一期
マデルナは、1920年生まれと前衛世代の中ではやや年長組に属していたものの、ベルント・アロイス・ツィンマーマンのように前衛イディオムへの懐疑を持つことなく、それを受け入れた。現在でも非常に珍しい「トータル・セリエリズム作曲コース」の設営、世界初の減算合成によるテープ音楽の作曲、アナーキズムへの傾斜、そして「多様式主義」をイタリアで初めて採用した（ラジオ・ドラマのための「ドン・ペルリンプリン」）作曲家でもある。
このように、作曲にどのような結果でも用いることをイタリアで初めて奨励したのはマデルナであり、やがてルチアーノ・ベリオ、アルド・クレメンティがこれに続く形でデビューしている。「ピアノ協奏曲」で見られる「グランドピアノの蓋を演奏中に乱暴に閉める」指示は、各国のピアノ会社から評判が悪く、現在でもこの作品が演奏されることはほとんどない。
この時期に知り合ったフルート奏者のセヴェリーノ・ガッゼローニとオーボエ奏者のローター・ファーバーとは生涯の良き友であると共に、熱心なコラボレーションをすることとなった。そのコラボレーションは、両者が共演する為に書かれる晩年の「グランデ・アウロディア」まで続いた。

### 第二期
外国での演奏需要が増え、一時期はジュリアード音楽院でも教鞭をとった。この時期はヘルダーリンの台本によるオペラ『ヒュペーリオン』の創作に全精力を費やした形となり、その他の作品はこのオペラの衛星のような役目を果たす格好になる。何でもありの姿勢が退けられ、シリアスな口調を優先させることが多くなった。
最晩年まで作品に不確定性を取り入れることは死守しつづけたが、結果的に作品の真価が没後の再録音では不明となるケースも見られるようになる。テープ作品に至っては、マスターテープの保存状態が劣悪なものも含まれており、「場合によっては、マデルナの意志を汲み取って再作曲する必要がある」と弟子のサンドロ・ゴルリが述べている。
多忙の故に単一のテクストから複数のヴァージョンで対応することにも追われた。その典型例が「衛星のためのセレナータ」である。楽器間のバランスが極度に狂う瞬間が聴き所であるが、原則的にはポリフォニックな様相を示す点がイタリア風といいえる。
「イタリアの状況は世界の最先端から常に遅れている」ことを証明する為、ついにダルムシュタットへの移住を決意したのもこの時期である。

### 第三期
前述のオペラ完成後またしてもオペラの委嘱が舞い込んでおり、これにも「サテュリコン」で答えた彼は多忙が祟って肺がんで急逝してしまう。全楽器を投入したトゥッティが聞き物であった彼も、「クヮドリヴィウム」や「オーボエ協奏曲第三番」ではぽつぽつと響きのない短い音が支配的になるシーンがあり、晩年に入っても更なる作風の展開が予想された矢先の死であった。

## リンク
- ブルーノ・マデルナ・ディスコグラフィ I. 作曲編 ※ リンク切れ
- ブルーノ・マデルナ・ディスコグラフィ II. 指揮編 ※ リンク切れ
- ブルーノ・マデルナ インタヴュー抄録 ※ リンク切れ